# Воскресеновка (Сковородинский район)
Воскресеновка — упразднённое село в Сковородинском районе Амурской области России. Исключено из учётных данных в 1974 году.

## География
Урочище находится в юго-западной части Амурской области, на левом берегу реки Амур, на расстоянии примерно 72 километров (по прямой) к юго-востоку от города Сковородино, административного центра района. Абсолютная высота — 247 метров над уровнем моря.

## История
Основано в 1860 году переселенцами из Иркутской губернии. В 1870 году имелось 16 дворов и 111 жителей обоего пола. В 1891 году числилось 14 дворов и 138 человек. Действовали часовня и почтовая станция. Основными занятиями населения того периода были: земледелие, извоз и доставка дров на пароходы.
По данным 1926 года в Воскресеновке имелось 101 хозяйство (70 крестьянского типа и 31 прочих) и проживало 365 человек (198 мужчин и 167 женщин). В национальном составе населения преобладали русские. В административном отношении входило в состав Воскресенского сельсовета Рухловского района Зейского округа Дальневосточного края. В 1938 году Рухловский район был переименован в Сковородинский.
Решением Амурского исполкома от 7 июня 1974 года № 253, село Воскресеновка исключено из учётных данных как несуществующее.